# Rosa Gagliardi
Rosa Gagliardi è un racconto lungo di Carlo Cassola scritto nel 1946 e pubblicato in «Botteghe Oscure» nel 1947.

## Trama
Rosa Gagliardi è una donna di una certa età che vive sola le sue giornate fatte di abitudini quotidiane nella zona delle Saline di Volterra. Non si è mai sposata (Enrico, un giovane che la corteggiava è morto bersagliere in Libia e in seguito Rosa non ha accettato la proposta di matrimonio di Emilio, un suo coetaneo) e considera la famiglia di sua sorella Amelia e di suo cognato, che hanno una figlia di quattordici anni, Anna, come se fosse la sua.  Ama la nipote come una figlia e la segue nel corso degli anni fino a quando si sposerà con un impiegato proprio come Rosa desidera.

## Edizioni
- Carlo Cassola, Rosa Gagliardi, Botteghe Oscure, 1947.